# Sky Hits Ground
Sky Hits Ground is het vierde studioalbum van de Belgische rockband Mintzkov en werd uitgebracht op 27 september 2013. Het is de opvolger van het album Rising Sun, Setting Sun. Het album verscheen op cd en lp. Sky Hits Ground haalde de 15de plaats in de Ultratop 200 Albums. Er zijn drie singles uitgebracht: Slow Motion, Full Ahead, Word Of Mouth en Arena.

## Tracklist
Alle teksten zijn geschreven door Philip Bosschaerts, alle muziek is geschreven door Mintzkov.
| Nr. | Titel                       | Duur |
| --- | --------------------------- | ---- |
| 1.  | Slow Motion, Full Ahead     | 4:25 |
| 2.  | Word of Mouth               | 4:05 |
| 3.  | Old Worlds                  | 4:09 |
| 4.  | Arial Black                 | 4:24 |
| 5.  | Runner's High               | 3:35 |
| 6.  | Arena                       | 5:07 |
| 7.  | All Names Have Been Changed | 4:48 |
| 8.  | Day One                     | 4:25 |
| 9.  | Weapons                     | 4:33 |
| 10. | Ages and Days               | 5:45 |
| 11. | Sky Hits Ground             | 3:41 |

## Credits

### Bezetting
- Philip Bosschaerts (zang, gitaar)
- Lies Lorquet (bas, zang)
- Pascal Oorts (keyboard, piano)
- Daan Scheltjens (gitaar, zang)
- Min Chul Van Steenkiste (drums)
- Jasper Maekelberg (percussie)

### Productie
- Mintzkov (hoesontwerp)
- Jasper Maekelberg (geluidstechniek)
- Kurt Marx (vormgeving)
- Steven Maes (mastering)
- Ruud Lenaerts (fotografie)